# Maurits Wagenvoort
Maurits Karel Herman Wagenvoort (27 juni 1859 – Voorburg, 30 december 1944) was een Nederlands romancier en reisschrijver. Hij was langdurig reizend verslaggever van het Algemeen Handelsblad en verzorgde van 1919-1938 het Buitenlands Overzicht van de Nieuwe Gids. Wagenvoort was goed bevriend met Louis Couperus en correspondeerde met hem. Hij schreef een groot aantal reisverhalen, romans en literaire studies. Onder het pseudoniem Vosmeer de Spie schreef hij onder meer de naturalistische romans Een passie en Felicia Beveridge, die beide als ondertitel 'analyse van een gemoedstoestand' hebben. Lodewijk van Deyssel was aanvankelijk enthousiast over dit werk.
Wagenvoort was geen groot stilist, maar toch wist hij zijn vele lezers te boeien door de ongewone plaatsen en tijden waar zijn romans zich afspelen en zijn kleurrijke beschrijvingen van de vele landen die hij bereisde. Ook nu nog worden zijn boeken verzameld en gelezen, waarschijnlijk mede doordat Gerrit Komrij enkele artikelen wijdde aan Wagenvoorts boeken Een huwelijk in het jaar 2020 en Het koffiehuis met de roode buisjes (dat over de Italiaanse futuristen handelt). Ook speelt Wagenvoorts homoseksualiteit en zijn vriendschap met Louis Couperus een rol in de bescheiden belangstelling die deze cultschrijver nog steeds ten deel valt.

## Werken
- Een nieuwe meid. Klucht, in één bedrĳf (1881)
- Veertig zwervers (1890) onder pseudoniem Vosmeer de Spie
- Een passie (1891) onder pseudoniem Vosmeer de Spie
- Kleine studies (1894) onder pseudoniem Vosmeer de Spie
- Louis Couperus en 'Majesteit'  (1894) onder pseudoniem Vosmeer de Spie
- Felicia Beveridge - analyse van een gemoedstoestand (1895) onder pseudoniem Vosmeer de Spie
- Maria van Màgdala (1897)
- Natuurleven (vertaald naar Leaves of Grass van Walt Whitman)
- Van Rome naar Jeruzalem (1898)
- De droomers (1900)
- De ploerten (1901)
- Een overwinning (1902)
- De christenen (1903)
- Rabbi Paulus in Filippi (1903)
- De voorbijganger (1905)
- Van Madrid naar Teheran (1907)
- Nederlandsch-Indische menschen en dingen (1910)
- Het stijfhoofdige bruidspaar (1912)
- Aan de grenzen der samenleving (1913)
- La Romanina (1915)
- Het koffiehuis met de roode buisjes (1916)
- Grashalmen (1917), herziene versie van Natuurleven, de vertaling van Walt Whitman
- In den wilden wingerd (1918)
- Het huwelijk van een Oranje-princes (toneel, 1919)
- De jaloerschheid van mistress Pepys. Historisch tooneelspel in 4 bedrijven (1921)
- Tempel en paleis in Hindoestan (1922)
- Een huwelijk in het jaar 2020 (1923)
- Maria Magdalena's loutere liefde (herziene versie van Maria van Màgdala)
- Eros in het oosten (1926)
- Karavaanreis door Zuid-Perzië (1926)
- Om de koningsmacht. Oranje-comedie in 3 bedrijven (1926)
- Het bedrog (1927)
- Oostersche momenten aan den Nijl (1928)
- In het voetspoor der vaderen (1929)
- De vrijheidzoeker (1930) (autobiografisch)
- Rococo Italië (1931)
- Een stuk leven (1933) (autobiografie)